# R Hydrae
R Hydrae är en pulserande variabel av Mira Ceti-typ (M) i stjärnbilden Vattenormen. Stjärnan var den första i Vattenormens stjärnbild som fick en variabelbeteckning. Äran som upptäckare delas mellan den italienske astronomen Geminiano Montanari (1672) och den fransk-italienske astronomen Giacomo Maraldi (1704).
Stjärnan varierar mellan magnitud +3,5 och 10,9 med en period av 380 dygn. I maximum är den alltså väl synlig för det blotta ögat.

## Fotnoter
1. ↑  Variabelstjärnornas beteckningar börjar med bokstäverna R-Z, därefter A-Q , följt av RR-ZZ och AA-QQ, varefter de börjar betecknas med bokstaven V och ett ordningsnummer, från och med V335.